# Haus zum Mohren (Svitavy)

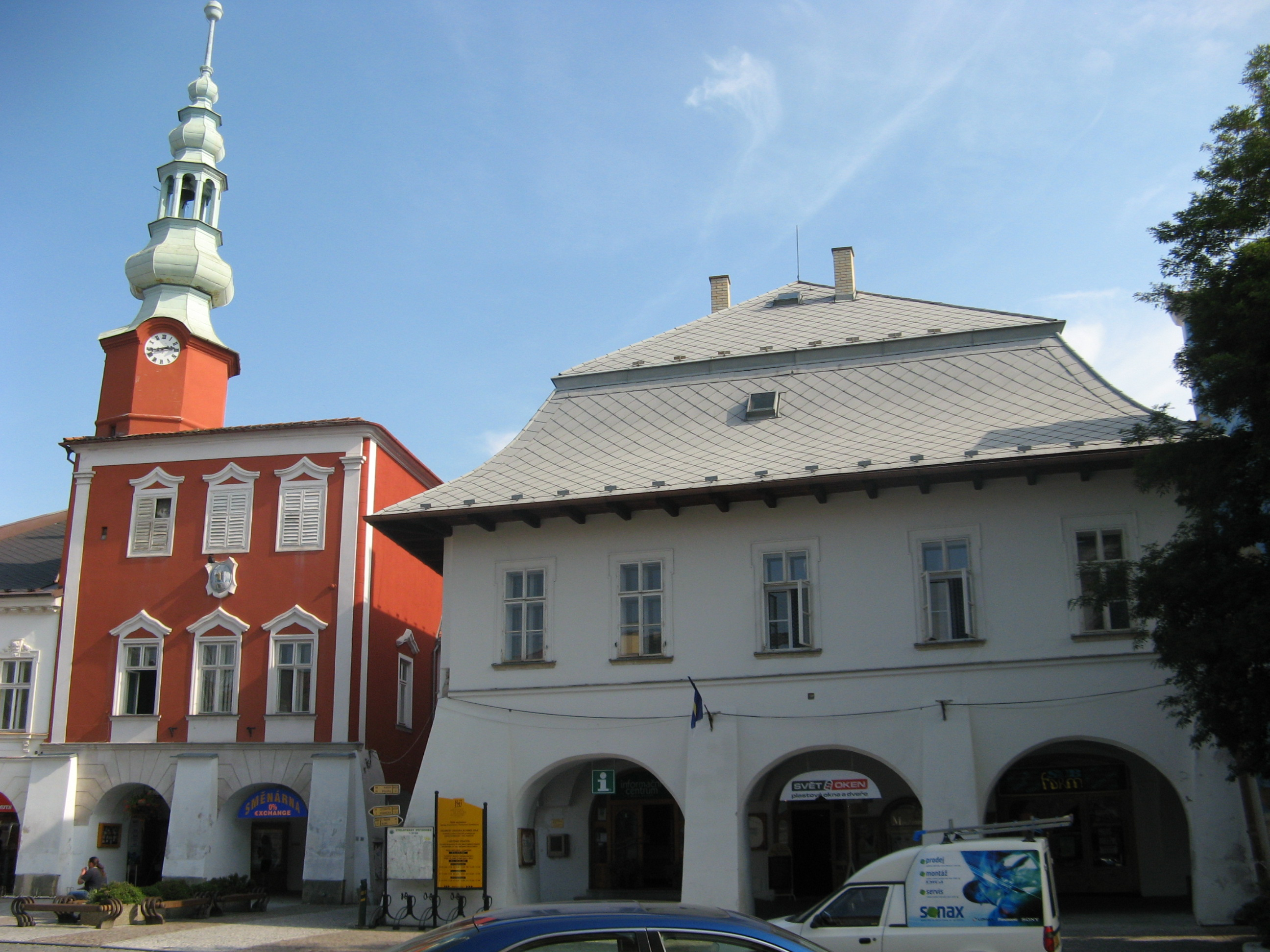
Haus zum Mohren in Svitavy (rechts)

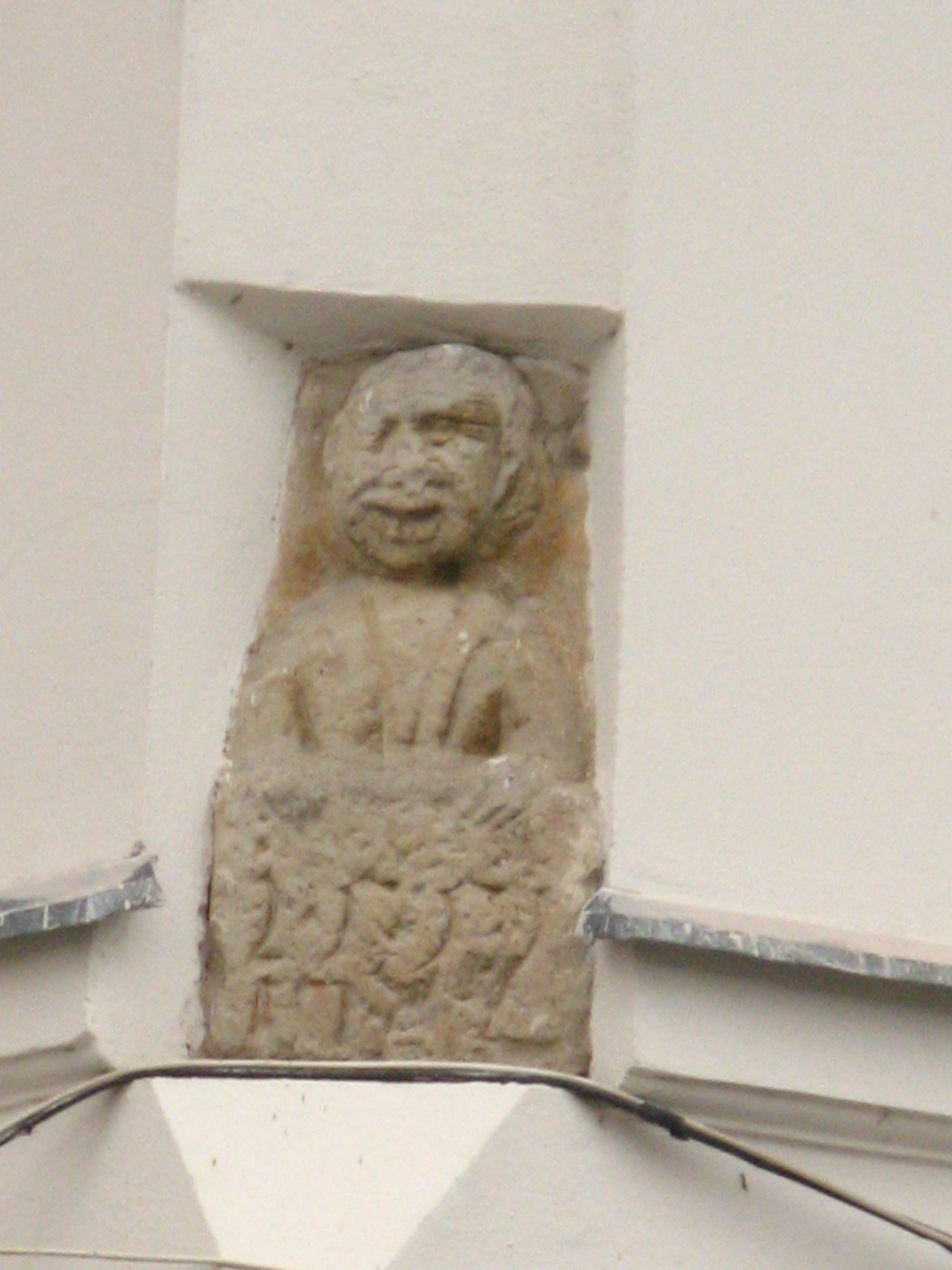
Relief des „Mohren“

Das Haus zum Mohren (tschechisch: Dům U Mouřenína) ist ein ehemaliges Wohnhaus in der mährischen Stadt Svitavy (deutsch: Zwittau) in der Tschechischen Republik. Das denkmalgeschützte Gebäude befindet sich am zentralen Platz der Stadt, dem Náměstí Míru (wörtlich Friedensplatz).

## Geschichte
Das Haus zum Mohren ist das Nachbarhaus des alten Rathauses, mit dem es durch einen Korridor im ersten Stock verbunden ist. Es wurde nach einem Renaissance-Grundriss 1554 erbaut. Ursprünglich wohnten im Haus zum Mohren die Familien der Zwittauer Bürgermeister, aber schon im 18. Jahrhundert wurde es zu einem Gasthof umgebaut und als Gasthaus „Zum Mohren“ bezeichnet. Die Entstehung des Namens ist unbekannt, ein Relief eines Mohren befindet sich an der Gebäudeecke. Als Kaiser Joseph II. 1776 Zwittau besuchte, wohnte er in diesem Gebäude.
Der Gewölbekeller wurde wegen seiner Wehrhaftigkeit ab 1861 als Tresor der Stadtsparkasse benutzt. Im 20. Jahrhundert wurde das Haus zu einem Ladenlokal umgebaut und in den 1950er Jahren wurde bei der Umgestaltung der Innenräume die alte Bausubstanz vernichtet. Heute ist das Fremdenverkehrsbüro im Bauwerk untergebracht.